# Metanet
Metanet es una red descentralizada del tipo friend-to-friend creada con red privada virtual (VPN) y enrutadores BGP de software. Funciona de manera similar al Freenet en objetivo, aunque no en diseño. La función de Metanet es ocultar las identidades de otros en la red, permitiéndoles hospedar contenido anónimamente y recibir los servicios IPv4. Funciona al dificultar el conocimiento de las identidades de otros en la red, lo que les permite alojar servicios y protocolos IPv4 e IPv6 de forma anónima.
- Datos: Q1052285